# Błękitna jaskinia
Błękitna Jaskinia, chorw. Modra špilja – chorwacka jaskinia po wschodniej stronie wąskiej, wapiennej wyspy Biševo. Jej odkrycie podano do publicznej wiadomości w 1884 roku. Znajduje się 5 km na południowy zachód od Komižy.
Wymiary:
- długość – 31 m
- szerokość – 17 m
- głębokość – 18 m

Z uwagi na walory geomorfologiczne jaskinia stanowi atrakcję turystyczną. Dostać można się do niej tylko łódką z wiosłami. Najlepiej jest zwiedzać jaskinię pomiędzy godziną 11 rano a południem w słoneczny dzień, przy spokojnym morzu, gdyż wtedy promienie słoneczne dostają się poprzez otwór znajdujący się w sklepieniu jaskini i odbijając się od piaszczystego podłoża, wypełniając ją błękitnym światłem.
Porównywana jest do Lazurowej Groty na wyspie Capri.